# Guo Junjun
Guo Junjun (Dalian, República Popular China, 2 de enero de 1991) es una nadadora china especializada en pruebas de estilo libre media distancia, donde consiguió ser medallista de bronce mundial en 2015 en los 4x200 metros.

## Carrera deportiva
En el Campeonato Mundial de Natación de 2015 celebrado en Budapest ganó la medalla de bronce en los relevos de 4x200 metros estilo libre, con un tiempo individual de 1:57.55 segundos, tras Estados Unidos (oro) e Italia (plata).